# Голова-гора
«Голова-гора» (яп. 頭山 Атама-яма) — короткометражный анимационный фильм японского режиссёра Кодзи Ямамуры. В 2003 году фильм завоевал Гран-при на Международном фестивале анимационных фильмов в Анси, а также номинировался на премию «Оскар» за лучший анимационный короткометражный фильм.

## Сюжет
Изображение в мультфильме сопровождается музыкой и закадровым текстом. Главный герой — скупой лысый человек, который любит подбирать на улице то, что можно взять даром, из-за чего его квартира завалена хламом. Однажды он собирает под сакурой опавшие вишни и дома съедает их, однако, решив, что оставлять косточки «слишком расточительно», съедает ягоды вместе с косточками. Вскоре он обнаруживает, что у него на голове появляется росток какого-то растения. Он срезает его ножницами, и это повторяется несколько раз, пока герой не решает, что слишком расточительно удалять растение, и оставляет его расти. Из ростка вырастает деревце сакуры. Зимой оно теряет листья и замирает, но весной красиво расцветает. На голове героя появляется множестве человечков, которые отдыхают под сакурой, но также мочатся и мусорят там. Ботинок, слетевший с одного из пьяных, падает прямо в чашку героя. В гневе он вырывает дерево из своей головы. Однако на месте дерева оказывается ямка, которая наполняется дождевой водой. Люди опять приходят туда, чтобы купаться в пруду и ловить рыбу. Из-за шума, производимого людьми, герой в ярости бежит по улице, останавливаясь перед прудом и заглядывая в него. В отражении он видит себя с прудом на голове, возле этого пруда сидит такой же человек и смотрится в другой пруд, сам герой также оказывается жителем на чьей-то голове, и так до бесконечности. Герой бросается в пруд, кончая с собой.

## Создание
Сюжет фильма представляет собой современную интерпретацию традиционного японского сюжета, который встречается в древнеяпонском фольклоре и в репертуаре рассказчиков ракуго.
Фильм снимался около шести лет.